# Božena Kudláčková
Božena Kudláčková (* 23. října 1947) byla česká a československá politička Komunistické strany Československa a poslankyně Sněmovny národů Federálního shromáždění za normalizace.

## Biografie
K roku 1976 se profesně uvádí jako dojička. Ve volbách roku 1976 zasedla do české části Sněmovny národů (volební obvod č. 19 - Český Krumlov, Jihočeský kraj). Ve Federálním shromáždění setrvala do konce funkčního období, tedy do voleb roku 1981.